# Pijpersstraat
De Pijpersstraat is een straat in Brugge.

## Beschrijving
Vanaf wanneer de naam in gebruik kwam en met welke oorspronkelijke betekenis is niet bekend. Men vindt:
- 1300: in sente marien strate an de nord zide up den oest hoec van den pijpstraetkine;
- 1315: hup den oesthoec van den pypstraetkin;
- 1523: Peperstraetkin bi sheligs geesstrate.

De meest voor de hand liggende verklaring is dat de naam betrekking had op een stadsmuzikant. Een pijper was een trompetter of fluitspeler. Heel wat straten in Brugge herinneren aan oude beroepen. Nochtans zou er ook een andere verklaring kunnen zijn, namelijk die van een buisleiding die er liep, aangezien de eerste documenten het hebben over 'pijp' en niet over 'pijper'.
In de 18de eeuw had men het alvast begrepen als een naam die met muziek had te maken en vertaalde men het in Rue des fifres.
De korte straat loopt van de Mariastraat naar de Heilige-Geeststraat.